# Lauttasalmenjärvet (Jukkasjärvi socken, Lappland, 753335-174248)
Lauttasalmenjärvet är en sjö i Kiruna kommun i Lappland och ingår i Torneälvens huvudavrinningsområde. Sjön har en area på 0,105 kvadratkilometer och ligger 313 meter över havet. Lauttasalmenjärvet ligger i Torne och Kalix älvsystem Natura 2000-område. Sjön avvattnas av vattendraget Vaikkijoki.

## Delavrinningsområde
Lauttasalmenjärvet ingår i det delavrinningsområde (753057-173744) som SMHI kallar för Mynnar i Vittangiälven. Medelhöjden är 328 meter över havet och ytan är 37,44 kvadratkilometer. Det finns inga avrinningsområden uppströms utan avrinningsområdet är högsta punkten. Vaikkijoki som avvattnar avrinningsområdet har biflödesordning 3, vilket innebär att vattnet flödar genom totalt 3 vattendrag innan det når havet efter 327 kilometer. Avrinningsområdet består mestadels av skog (71 procent) och sankmarker (20 procent). Avrinningsområdet har 2,27 kvadratkilometer vattenytor vilket ger det en sjöprocent på 6,1 procent.